# Artemisia vulgaris
Artemisia vulgaris (denumirile populare pelinariță și pelin negru) este o specie de plantă din genul Artemisia, familia Asteraceae. Specia este cunoscută pentru proprietățile sale terapeutice și aplicabilitatea culinară. Este endemică din Eurasia și Orientul Mijlociu și a fost introdusă artificial în America de Nord și Marea Britanie. Datorită compoziției sale în principii active, specia este una dintre cele mai importante din genul Artemisia.

## Descriere

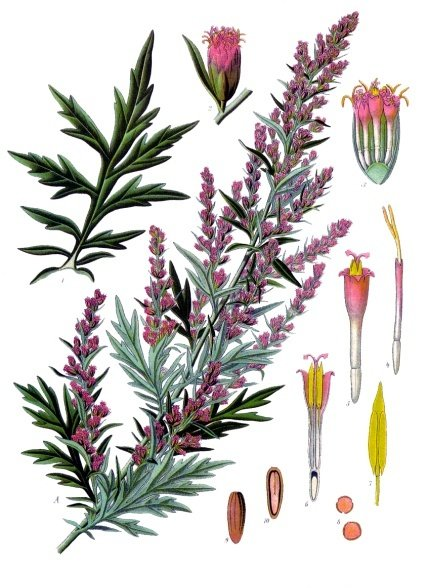
Peliniță – ilustrație botanică

Artemisia vulgaris este o specie perenă și ierboasă, puternic aromatică, a cărei parte aeriană atinge 50 până la 150 cm. Prezintă rădăcini lignificate, cea principală fiind mai groasă, și diverse rădăcini laterale fibroase. Tulpina erectă este roșie-purpurie la vârf, maronie la bază, uneori acoperită de peri, și devine lignificată. Frunzele tulpinale, de 5-10 cm lungime, sunt divizate, penate, sunt colorate verde închis (fața dorsală) sau albicioase, tomentoase, având perișori albi (fața ventrală). Inflorescențele sunt mici, în raceme paniculate, gălbui-maronii-roșcate, cu mici bractei lanceolate. Înflorirea are loc în perioada iulie-septembrie în Europa. Fructele sunt achene maronii, uscate, indehiscente, conținând o singură sămânță. Reproducerea are loc prin intremediul acestor achene.
Datorită răspândirii geografice, caracteristicile morfologice ale speciei sunt variabile, în special în ceea ce privește prezența și caracteristicile ramurilor, forma frunzei și diametrul rădăcinii. Frunzele și rădăcinile prezintă proprietăți de alelopatie, și se crede că acest efect este datorat de mai mulți metaboliți secundari de tipul monoterpenoidelor.

## Răspândire
Artemisia vulgaris este regăsită predominant în regiunile cu climă temperată, în zona stepei până în etajul fagului, prin tufărișuri, fiind frecvent ruderală, uneori considerată a fi invazivă. Specia prezintă ca regiuni native Eurasia, Orientul Mijlociu, Indochina și unele zone din Africa de Nord. A fost ulterior introdusă artificial și naturalizată în America de Nord, America Centrală, și Marea Britanie. Specia preferă zonele luminoase, solurile moderat umede spre umede, alcaline, și are o preferință ridicată pentru soluri bogate spre excesiv de bogate în azot mineral. Reprezentanții sunt totuși adaptabili la diverse condiții, astfel că anumite populații de pelinariță se regăsesc vegetând pe soluri de tipuri și valori ale pH-ului variabile, inclusiv pe soluri nisipoase și argiloase. Pe baza acestor caracteristici, planta este uneori considerată a fi invazivă.

## Denumiri
Specia a fost denumită de Carl Linné în Species Plantarum 2, numărul 848 (1753). Specia include și subspecii, precum Artemisia vulgaris subsp. vulgaris și Artemisia vulgaris var. indica (Willd.) Hassk. Denumirea face referire la genul Artemisia (de la zeița Artemis) și la cuvântul din latină vulgaris, însemnând „vulgar”, „comun”.

### Sinonime
Pentru specia Artemisia vulgaris L. sunt utilizate mai mult de 100 de denumiri științifice binomiale sinonime, printre care se numără:
- Absinthium vulgare (L.) Dulac
- Artemisia cannabifolia var. cannabifolia
- Artemisia glabrata DC.
- Artemisia hispanica Stechm. ex Besser
- Artemisia indica f. indica
- Artemisia opulenta Pamp.
- Artemisia opulenta f. opulenta
- Artemisia selengensis var. selengensis
- Artemisia ruderalis Salisb.
- Artemisia vulgaris var. latiloba Ledeb.
- Artemisia vulgaris var. selengensis (Turcz. ex Besser) Maxim.
- Artemisia vulgaris var. vulgaris

Marea varietate a nomenclaturii se datorează răspândirii geografice extinse, pe mai multe continente, ceea ce a indus diferențe în profilul genetic și fitochimic al reprezentanților.

## Compoziție chimică
Specia Artemisia vulgaris conține o mare varietate de compuși fitochimici metaboliți secundari, aparținând mai multor clase structurale. Dintre acestea, se numără lactonele sescviterpenice, flavonoidele, coumarinele, acizii fenolici, sterolii, poliacetilenele, carotenoidele, cât și glicozidele cianogenetice. Deoarece specia prezintă variabilitate în compoziția chimică de-a lungul globului, decelarea unor metaboliți specifici este complicată; totuși, câțiva compuși au fost identificați ca fiind caracteristici: psilostachina, psilostachina C, vulgarina, și lactonele sescviterpenice (inclusiv artemisinina). În plus, specia conține derivați caracteristici pentru genul Artemisia, precum cumarinele (esculină, umbeliferonă, scopoletină) și flavonoide (derivați de kaempferol, luteolină și quercetină).
O fracțiune importantă a plantei este reprezentată de uleiul volatil, care conține compuși precum 1,8-cineol, sabinen, camfor, camfen, oxid de cariofilenă, α-tuionă, și borneol. Acest ulei volatil, regăsit majoritar în părțile aeriene ale speciei (reprezentând între 0.1 și 1.4% din plantă), este alcătuit din monoterpenoide (72%) și sescviterpenoide (26%). Uleiul conținut în rădăcini este diferit compozițional, și alți metaboliți au fost identificați: sescviterpene triciclice (α-izocomen), neril 2-metilbutanoat, β-eudesmol și bornil 3-metilbutanoat.

## Utilizări

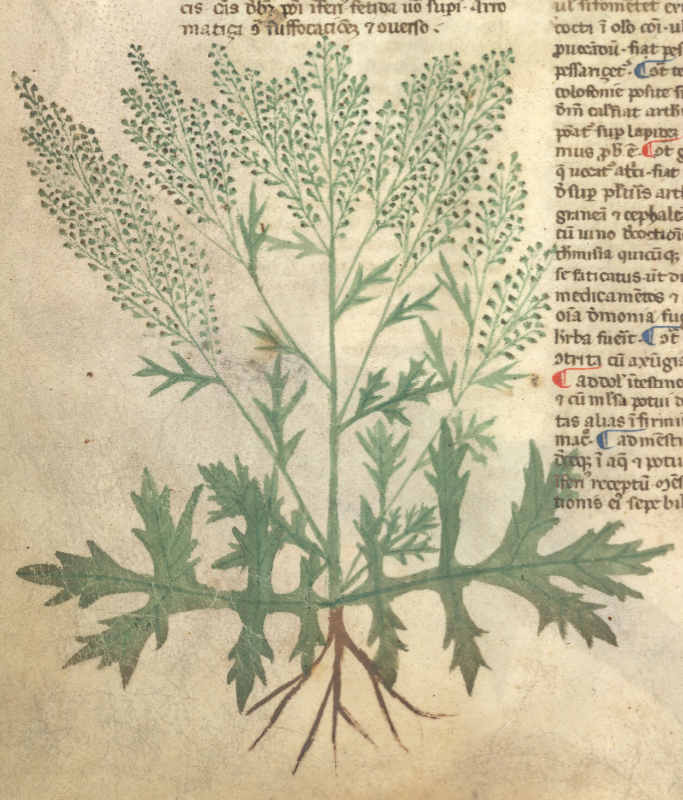
Artemisia vulgaris ilustrată în Tractatus de Herbis, secolul XIII-XIV, Biblioteca Britanică

Artemisia vulgaris, pelinul negru, este o specie cu utilitate medicinală, gastronomică și cosmetică.

### Istoric
Datorită răspândirii geografice, specia a fost cunoscută încă din vremuri antice, în Egipt, Grecia și ulterior în Roma. Inclusiv numele genului, Artemisia, face referire la Artemis, zeița nașterii copiilor și fertilității, datorită efectelor benefice în timpul menstruației și gravidității. Specia a fost menționată în lucrările medicale cele mai timpurii: “Materia medica” (Dioscoride), “Naturalis Historia” (Plinius cel Bătrân) “De simplicium medicamentorum facultatibus” (Galen). Soldații romani adăugau planta în sandalele lor pentru a preveni mâncărimile și infecțiile fungice. Popularitatea plantei în Evul Mediu pentru tratamentul extern al rănilor și gutei, și respectiv al febrei, i-a adus titlul de “mater herbarum” (mama plantelor). În Anglia, planta era un substituent pentru ceaiul scump la clasa muncitoare (secolul al XIX-lea), iar inflorescențele uscate erau utilizate pentru obținerea unui decoct împreună cu lichiorul de malț, acesta fiind introdus în bere în perioada precedentă utilizării hameiului (secolul al XV-lea). În România, în unele zone din Oltenia, planta era utilizată în trecut pentru obținerea măturilor. Se obișnuia ca acestea să se dea de pomană. În medicina tradițională chineză, moxibustia a fost aplicată prin aplicarea și arderea unei cantități de Artemisia vulgaris sau A. argyi pe piele, fiind similară cu practica acupuncturii.

### Utilizări medicinale
Produsul vegetal medicinal provenit de la pelinariță este denumit Artemisiae vulgaris herba (părțile aeriene, mai frecvent utilizate) și respectiv Artemisiae vulgaris radix (rădăcinile, prelevate în timpul iernii). Aplicabilitatea terapeutică a speciei se bazează pe similitudinea cu pelinul (Artemisia absinthium), fiind utilizată în medicina tradițională românească în afecțiunile stomacului, împotriva durerilor de cap și pentru a diminua reumatismul, în general sub formă de infuzie. În plus, efectul antihelmintic (de eliminare a viermilor intestinali) era cunoscut pentru un preparat obținut din planta uscată, pisată și plămădită cu miere. De-a lungul secolelor, specia a fost majoritar utilizată pentru tratamentul afecțiunilor din sfera ginecologică (precum lecuoree) și gastro-intestinală. Studiile cele mai recente au stabilit și efecte specifice ale plantei, precum efectul antioxidant, hipolipemiant, hepatoprotector, analgezic, antimicrobian, citotoxic, antihelmintic, bronholitic și hipotensiv.

### Gastronomie
Datorită caracterului său aromatizant, pelinul negru este utilizat în diverse alimente, și este recunoscut în gastronomia tradițională a unor state (în special din zona europeană). De exemplu, în Germania specia a fost utilizată în diverse preparate tradiționale, pentru gustul său similar cu cel al mentei și amărui caracteristic, potrivit pentru preparatele pe bază de carne bogate în grăsimi (gâscă, miel, oaie). În acest scop sunt utilizate frunzele și mugurii florali. Este de obicei utilizată în timpul gătirii, sau poate fi adăugată și în salate. De asemenea, au fost dezvoltate și rețete bazate pe această plantă, precum jeleul, supa, sau băuturi (smoothie, gin). Mai recent, s-a observat că suplimentarea dietei cu Artemisia vulgaris aduce beneficii asupra microbiotei intestinale și imunității la animale.

### Alte utilizări
Pe lângă aplicabilitatea terapeutică și gastronomică, pelinariță se regăsește și în unele formulări cosmetice din Europa, Asia și America de Nord.
Speia este considerată a fi și un substituent pentru cannabis și este administrată prin fumat; în acest caz, prezintă efecte toxice ușoare și un efect de relaxare puternică. În mod analog, în medicina tradițională chineză se recomanda inhalarea fumului produs în urma arderii plantei uscate de pelinariță. Specia poate produce alergii la nivelul aparatului respirator.

## Galerie

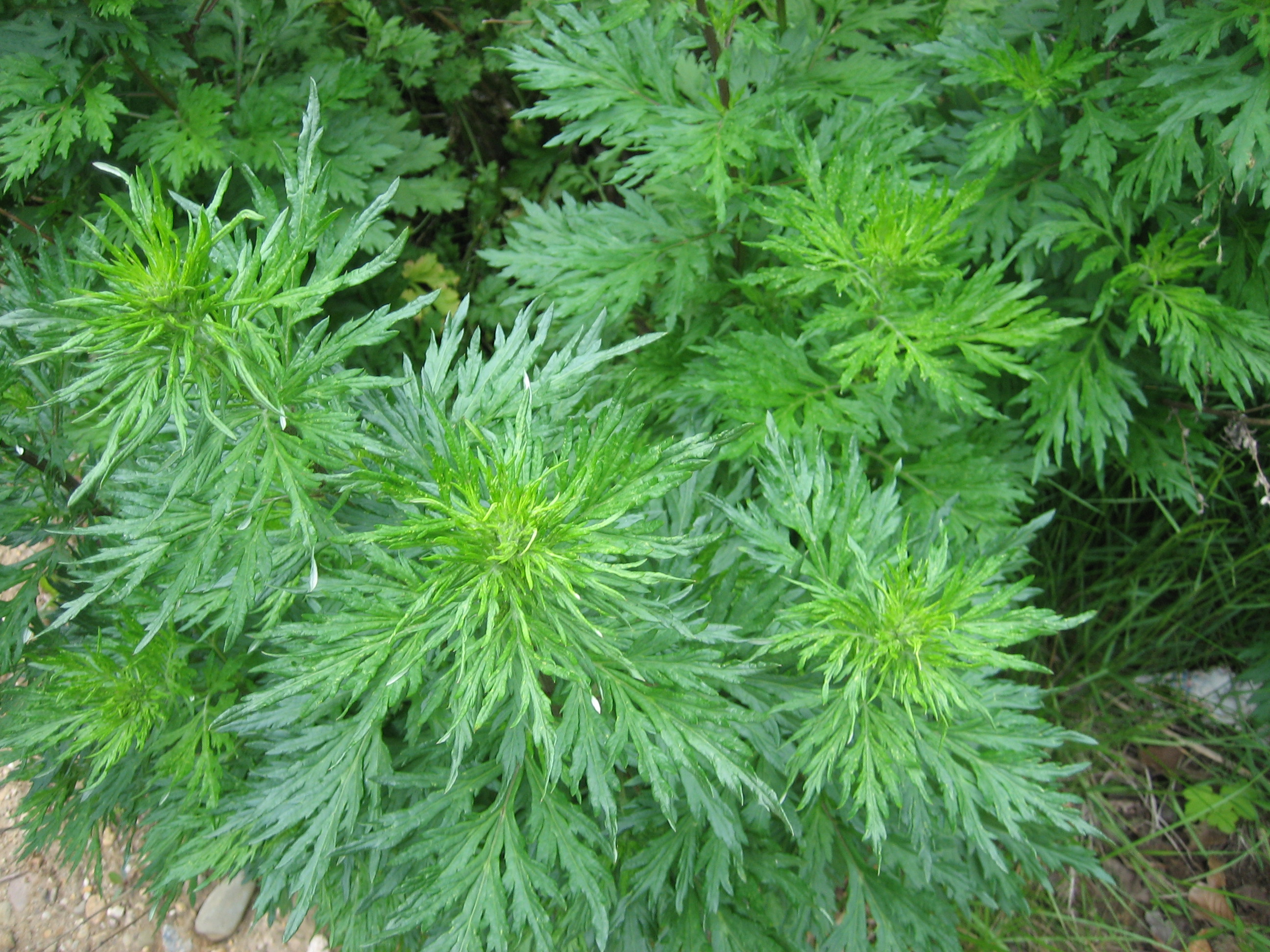
Înfrunzirea, primăvara
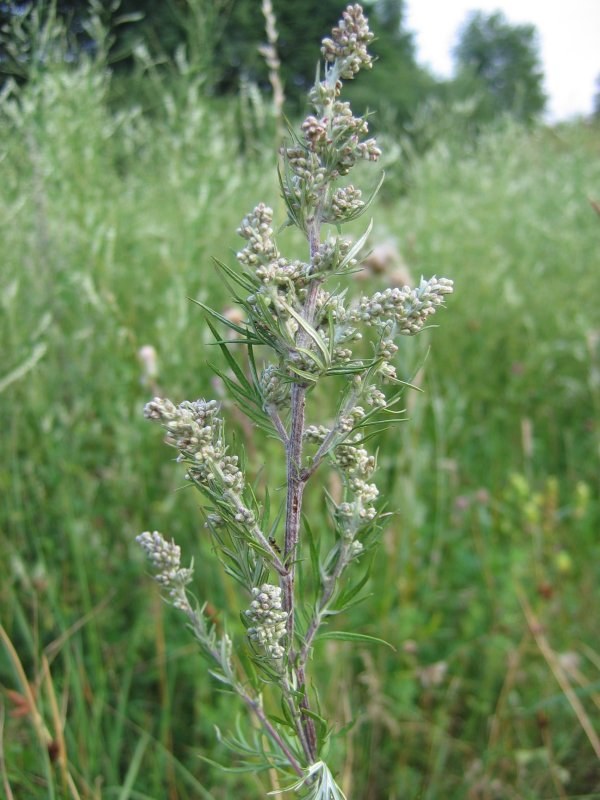
În timpul înfloririi
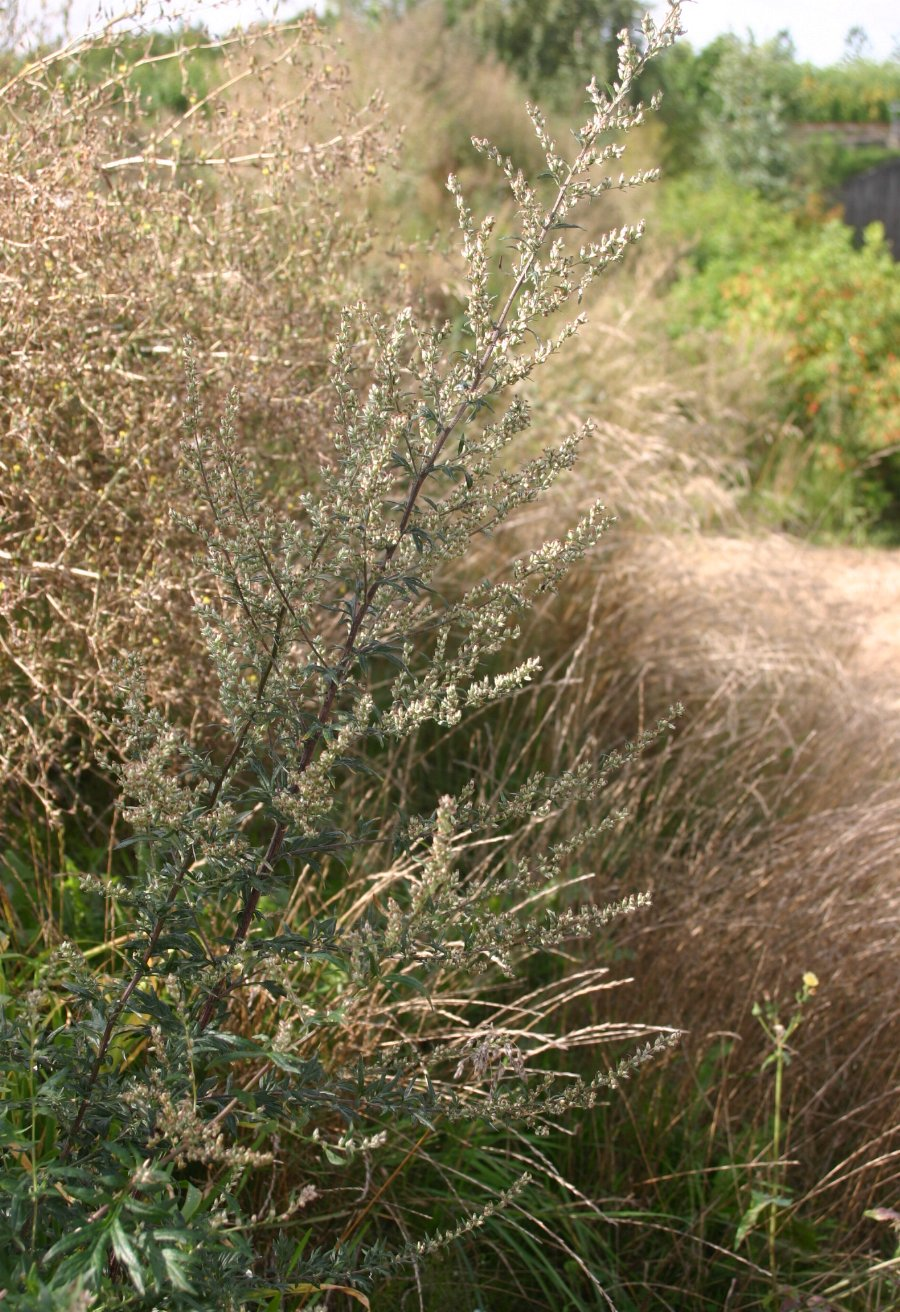
În timpul fructificării
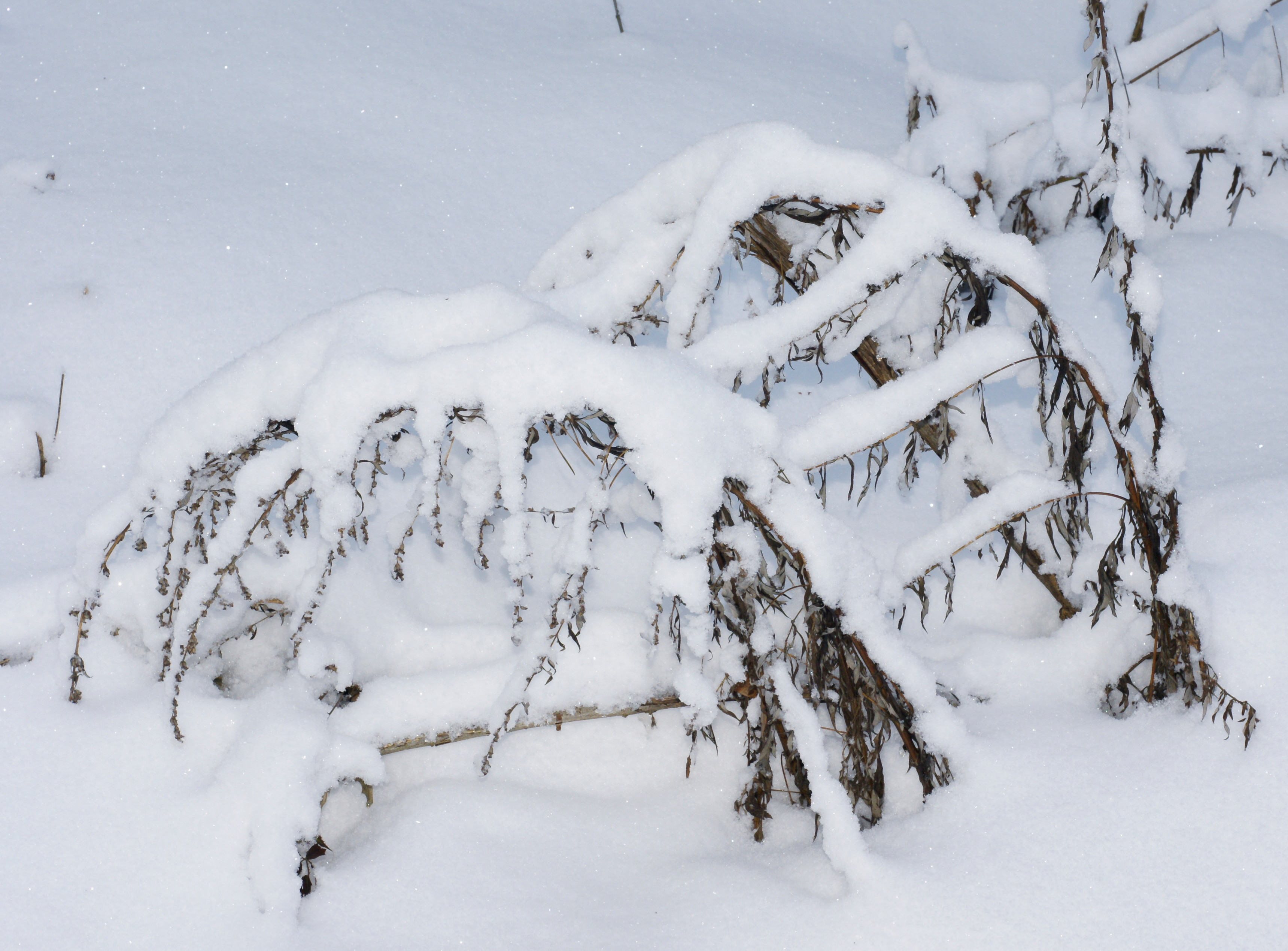
În timpul iernii